# Griekenland op de Olympische Zomerspelen 2012
Griekenland nam deel aan de Olympische Zomerspelen 2012 in Londen, Verenigd Koninkrijk.

## Medailleoverzicht
| Sport  | Olympiër                                | Onderdeel              | Medaille |
| ------ | --------------------------------------- | ---------------------- | -------- |
| Judo   | Ilias Iliadis                           | -90kg (m)              | Brons    |
| Roeien | Christina Giazitzidou Alexandra Tsiavou | lichte dubbel-twee (v) | Brons    |

## Deelnemers en resultaten
(m) = mannen, (v) = vrouwen

### Atletiek
| Olympiër                    | Onderdeel                | Resultaat | Prestatie                                                   |
| --------------------------- | ------------------------ | --------- | ----------------------------------------------------------- |
| Likoúrgos-Stéfanos Tsákonas | 200m (m)                 | 12e       | serie 2: 4de in 20,56 halve finale 1: 5de in 20,52          |
| Konstadinos Douvalidis      | 110m horden (m)          | 23e       | serie 1: 2de in 13,40 halve finale 1: 7de in 13,77          |
| Periklís Iakovákis          | 400m horden (m)          | 32e       | serie 5: 5de in 50,27                                       |
| Konstandinos Poulios        | marathon (m)             | 80e       | 2:33.17                                                     |
| Alexandros Papamichail      | 20km snelwandelen (m)    | 15e       | 1:21.12 (NR)                                                |
| Alexandros Papamichail      | 50km snelwandelen (m)    | 25e       | 3:49.56 (NR)                                                |
| Louis Tsatoumas             | verspringen (m)          | 29e       | kwalificatie groep A: 15de met 7,53m                        |
| Konstadinos Baniotis        | hoogspringen (m)         | 25e       | kwalificatie groep A: 12de met 2,21m                        |
| Konstadinos Filippidis      | polsstokhoogspringen (m) | 7e        | kwalificatie groep A: 1ste met 5,60m finale: 7de met 5,65m  |
| Michalis Stamatogiannis     | kogelstoten (m)          | 25e       | kwalificatie groep A: 13de met 19,24m                       |
| Spyridon Lebesis            | speerwerpen (m)          | 7e        | kwalificatie groep A: 2de met 82,40m finale: 7de met 81,91m |
| Alexandros Papadimitriou    | kogelslingeren (m)       | 37e       | kwalificatie groep A: 19de met 67,19m                       |
|                             |                          |           |                                                             |
| Maria Belibasaki            | 100m (v)                 | 46e       | serie 7: 6de in 11,63                                       |
| Maria Belibasaki            | 200m (v)                 | 32e       | serie 3: 4de in 23,36                                       |
| Eleni Filandra              | 800m (v)                 | 23e       | serie 4: 3de in 2.02,29 halve finale 1: 8ste in 2.04,42     |
| Konstadina Kefala           | marathon (v)             | 104e      | 3:01.18                                                     |
| Déspina Zapounídou          | 20 km snelwandelen (v)   | 44e       | 1:35.19                                                     |
| Niki Paneta                 | hink-stap-springen (v)   | 24e       | kwalificatie groep A: 10de met 13,66m                       |
| Athanasia Perra             | hink-stap-springen (v)   | 33e       | kwalificatie groep B: 18de met 11,93m                       |
| Antonia Stergiou            | hoogspringen (v)         | 13e       | kwalificatie groep B:' 6de met 1,93m                        |
| Nikoleta Kyriakopoulou      | polsstokhoogspringen (v) | 19e       | kwalificatie groep A: 14de met 4,25m                        |
| Stella-Iro Ledaki           | polsstokhoogspringen (v) | 13e       | kwalificatie groep B: 6de met 4,50m                         |
| Aikaterini Stefanidi        | polsstokhoogspringen (v) | 24e       | kwalificatie groep B: 10de met 4,25m                        |
| Savva Lika                  | speerwerpen (v)          | 27e       | kwalificatie groep B: 14de met 57,06m                       |
| Sofia Yfantidou             | zevenkamp (v)            | 24e       | 5947 punten                                                 |

### Boogschieten
| Olympiër         | Onderdeel       | Resultaat | Prestatie                                                                 |
| ---------------- | --------------- | --------- | ------------------------------------------------------------------------- |
| Evangelia Psarra | individueel (v) | 33e       | plaatsingsronde: 43ste met 636 punten 1ste ronde: V van IND Laishram: 4-6 |

### Gewichtheffen
| Olympiër          | Onderdeel | Resultaat | Prestatie                                                     |
| ----------------- | --------- | --------- | ------------------------------------------------------------- |
| David Kavelasvili | -94kg (m) | 13e       | trekken: 11de met 170 kg stoten: 13de met 200kg totaal: 370kg |

### Gymnastiek
| Olympiër                                                                                         | Onderdeel    | Resultaat | Prestatie |
| Ritmisch                                                                                         | Ritmisch     | Ritmisch  | Ritmisch |
| ------------------------------------------------------------------------------------------------ | ------------ | --------- | --- |
| Eleni Doika Alexia Kyriazi Evdokia Loukagou Stavroula Samara Vasileia Zachou Marianthi Zafeiriou | team         | 9e        | kwalificatie: 5 ballen: 25,875 punten 3 linten, 2 hoepels: 26 punten totaal: 51,875 punten                                                   |
| Turnen                                                                                           |              |           | |
| Vasileios Tsolakidis                                                                             | brug (m)     | 6e        | kwalificatie: 7de met 15,466 punten finale: 6de met 15,300 punten                                                                            |
| Vlasios Maras                                                                                    | brug (m)     | 64e       | kwalificatie: 64ste met 13,400 punten |
| Vlasios Maras                                                                                    | rekstok (m)  | 35e       | kwalificatie: 35ste met 14,300 punten |
|                                                                                                  |              |           | |
| Vasiliki Millousi                                                                                | meerkamp (v) | 34e       | kwalificatie: vloer: 12,933 punten sprong: 12,800 punten brug met ongelijke leggers: 13,425 punten balk: 14,366 punten totaal: 53,524 punten |

### Judo
| Olympiër             | Onderdeel | Resultaat | Prestatie |
| -------------------- | --------- | --------- | --- |
| Ilias Iliadis        | -90kg (m) | Brons     | 1ste ronde: W van SVK Randl: waza-ari 2de ronde: W van LTU Bauza: waza-ari kwartfinale: V van RUS Denisov: yuko herkansingen: W van AUS Anthony: ippon bronzen finale: W van BRA Camili: yuko |
|                      |           |           | |
| Ioulietta Boukouvala | -57kg (v) | 17e       | 1ste ronde: V van CUB Lupetey: yuko |

### Kanovaren
| Olympiër           | Onderdeel      | Resultaat | Prestatie                 |
| ------------------ | -------------- | --------- | ------------------------- |
| Christos Tsakmakis | C-1 slalom (m) | 15e       | voorronde: 15de in 105,22 |

### Roeien
| Olympiër                                                                | Onderdeel              | Resultaat | Prestatie |
| ----------------------------------------------------------------------- | ---------------------- | --------- | --- |
| Panagiotis Magdanis Eleftherios Konsolas                                | lichte dubbel-twee (m) | 8e        | serie 3: 5de in 6.42,13 herkansingen: 1ste in 6.31,13 halve finale 1: 4de in 6.40,89 finale B: 2de in 6.31,71 |
| Apostolos Gkountoulas Nikolaos Gkountoulas                              | twee-zonder (m)        | 9e        | serie 3: 3de in 6.21,46 halve finale 2: 5de in 7.07,15 finale B: 3de in 6.53,69                               |
| Ioannis Christou Stergios Papachristos Ioannis Tsilis Georgios Tziallas | vier-zonder (m)        | 4e        | serie 3: 3de in 5.57,71 halve finale 2: 2de in 6.02,61 finale: 4de in 6.11,43                                 |
|                                                                         |                        |           | |
| Christina Giazitzidou Alexandra Tsiavou                                 | lichte dubbel-twee (v) | Brons     | serie 2: 1ste in 7.03,66 halve finale 2: 2de in 7.09,01 finale: 3de in 7.12,09                                |

### Schermen
| Olympiër            | Onderdeel | Resultaat | Prestatie |
| ------------------- | --------- | --------- | --- |
| Vassiliki Vougiouka | sabel (v) | 5e        | 1ste ronde: W van GBR Bond-Williams: 15-8 2de ronde: W van POL Socha: 15-7 kwartfinale: V van KOR Kim: 12-15 |

### Schietsport
| Olympiër             | Onderdeel             | Resultaat | Prestatie                                           |
| -------------------- | --------------------- | --------- | --------------------------------------------------- |
| Nikolaos Mavrommatis | skeet (m)             | 9e        | kwalificatie: 9de met 119 punten (23-25-23-24-24)   |
| Efthimios Mitas      | skeet (m)             | 25e       | kwalificatie: 25ste met 114 punten (22-24-23-22-23) |
|                      |                       |           |                                                     |
| Athina Douka         | 10 m luchtpistool (v) | 42e       | kwalificatie: 42ste met 369 punten (92-91-93-93)    |

### Schoonspringen
| Olympiër            | Onderdeel    | Resultaat | Prestatie                          |
| ------------------- | ------------ | --------- | ---------------------------------- |
| Stefanos Paparounas | 3m plank (m) | 26e       | voorronde: 26ste met 366,10 punten |

### Synchroonzwemmen
| Olympiër                              | Onderdeel | Resultaat | Prestatie                                                             |
| ------------------------------------- | --------- | --------- | --------------------------------------------------------------------- |
| Evaggelia Platanioti Despoina Solomou | duet      | 8e        | kwalificatie: 8ste met 178,040 punten finale: 8ste met 178,560 punten |

### Taekwondo
| Olympiër              | Onderdeel | Resultaat | Prestatie                            |
| --------------------- | --------- | --------- | ------------------------------------ |
| Alexandros Nikolaidis | -80kg (m) | 9e        | 1ste ronde: V van TUR Tanrikulu: 3-7 |

### Tafeltennis
| Olympiër          | Onderdeel     | Resultaat | Prestatie |
| ----------------- | ------------- | --------- | --- |
| Panagiotis Gionis | enkelspel (m) | 17e       | voorronde: vrij 1ste ronde: vrij 2de ronde: W van EGY Assar: 4-0 (11-9, 11-5, 11-7, 11-5) 3de ronde: V van JPN Kishikawa: 3-4 (7-11, 11-7, 9-11, 11-8, 7-11, 11-8, 10-12) |
| Kalinikos Kreanga | enkelspel (m) | 17e       | voorronde: vrij 1ste ronde: vrij 2de ronde: W van BEL Saive: 4-1 (5-11, 11-3, 11-9, 11-7, 11-8) 3de ronde: V van DEN Maze: 1-4 (10-12, 6-11, 8-11, 11-8, 3-11)            |

### Volleybal
| Olympiër                             | Onderdeel | Resultaat | Prestatie |
| ------------------------------------ | --------- | --------- | --- |
| Maria Tsiartsiani Vassiliki Arvaniti | beach (v) | 19e       | groep B: 4de V van SUI Kuhn/Zumkehr: 0-2 (13-21, 19-21) W van RUS Vasnina/Vozakova: 2-1 (18-21, 21-13, 15-12) V van CHN Xue/Zhang: 0-2 (17-21, 16-21) |

### Waterpolo
| Olympiër | Onderdeel | Resultaat  | Prestatie |
| --- | --------- | ---------- | --- |
| Christos Afroudakis Georgios Afroudakis Theodoros Chatzitheodorou Evangelos Delakas Nikolaos Deligiannis Ioannis Fountoulis Filippos Karampetsos Konstantinos Kokkinakis Andreas Miralis Konstantinos Mourikis Emmanouil Mylonakis Argyris Theodoropoulos Manthos Voulgarakis | mannen    | groepsfase | groep A: 5de V van Kroatië: 6-8 G van Italië: 7-7 W van Kazachstan: 11-4 V van Spanje: 9-11 V van Australië: 8-13 |

| Groep A |             |             |             |             |             |        |        |        |        |
| #       | Land        | Wedstrijden | Wedstrijden | Wedstrijden | Wedstrijden | Punten | Punten | Punten | Punten |
| #       | Land        | G           | W           | G           | V           | V      | T      | Saldo  | Punten |
| 1       | Kroatië     | 5           | 5           | 0           | 0           | 50     | 29     | +21    | 10     |
| 2       | Italië      | 5           | 3           | 1           | 1           | 40     | 36     | +4     | 7      |
| 3       | Spanje      | 5           | 3           | 0           | 2           | 52     | 42     | +10    | 6      |
| 4       | Australië   | 5           | 2           | 0           | 3           | 40     | 44     | −4     | 4      |
| 5       | Griekenland | 5           | 1           | 1           | 3           | 41     | 43     | −2     | 3      |
| 6       | Kazachstan  | 5           | 0           | 0           | 5           | 24     | 53     | −9     | 0      |

| Ronde      | Datum  | Plaats      | Land | Score       | Land |
| ---------- | ------ | ----------- | ---- | ----------- | ---- |
| Groepsfase |        |             |      |             |      |
| 29 juli    | Londen | Griekenland | 6-8  | Kroatië     |      |
| 31 juli    | Londen | Griekenland | 7-7  | Italië      |      |
| 2 augustus | Londen | Kazachstan  | 4-11 | Griekenland |      |
| 4 augustus | Londen | Griekenland | 9-11 | Spanje      |      |
| 6 augustus | Londen | Griekenland | 8-13 | Australië   |      |

### Wielersport
| Olympiër           | Onderdeel        | Resultaat | Prestatie                                                                   |
| Baan               | Baan             | Baan      | Baan                                                                        |
| ------------------ | ---------------- | --------- | --------------------------------------------------------------------------- |
| Christos Volikakis | keirin (m)       | 9e        | ronde 1: 6de herkansingen: 1ste ronde 2: 6de finale B: 3de                  |
| Zafeiris Volikakis | sprint (m)       | 18e       | kwalificatie: 17de in 10,663 1ste ronde: V van FRA Baugé: gediskwalificeerd |
| Mountainbike       |                  |           |                                                                             |
| Periklis Ilias     | mannen           | 33e       | 1:38.51                                                                     |
| Weg                |                  |           |                                                                             |
| Ioannis Tamouridis | wegwedstrijd (m) | 110e      | 5:58.24                                                                     |

### Worstelen
| Olympiër          | Onderdeel   | Resultaat   | Prestatie                                               |
| Vrije stijl       | Vrije stijl | Vrije stijl | Vrije stijl                                             |
| ----------------- | ----------- | ----------- | ------------------------------------------------------- |
| Olegk Motsalin    | -74kg (m)   | 11e         | kwalificatie: vrij 1ste ronde: V van UZB Tigiev: 0-3    |
|                   |             |             |                                                         |
| Maria Prevolaraki | -55kg (v)   | 15e         | kwalificatie: vrij 1ste ronde: V van AZE Ratkevich: 0-3 |

### Zeilen
| Olympiër                                       | Onderdeel        | Resultaat | Prestatie                                                                               |
| ---------------------------------------------- | ---------------- | --------- | --------------------------------------------------------------------------------------- |
| Byron Kokkalanis                               | rs:x (m)         | 6e        | 77 punten: (4 - 11 - 6 - 2 - (16) - 15 - 3 - 11 - 4 - 9 - medaillerace:12)              |
| Evangelos Cheimonas                            | laser (m)        | 26e       | 206 punten: 13 - 19 - 21 - 41 - (50; DSQ) - 33 - 15 - 30 - 15 - 19)                     |
| Ioannis Mitakis                                | finn (m)         | 14e       | 108 punten: (4 - 21 - 10 - 8 - (25; OCS) - 10 - 20 - 19 - 7 - 9)                        |
| Panagiotis Kampouridis Efstathios Papadopoulos | 470 (m)          | 19e       | 148 punten: (14 - 7 - 20 - 15 - 18 - (28; DSQ) - 27 - 19 - 8 - 20)                      |
| Aimilios Papathanasiou Antonios Tsotras        | star (m)         | 14e       | 106 punten: (3 - 16 - 7 - 12 - 7 - 15 - (17; valse start) - 17; DSQ - 17; OCS - 12)     |
| Dionysios Dimou Mike Pateniotis                | 49er (m)         | 20e       | 242 punten: (18 - (20) - 19 - 16 - 19 - 20 - 19 - 17 - 20 - 19 - 18 - 16 - 16 - 20 - 5) |
|                                                |                  |           |                                                                                         |
| Angeliki Skarlatou                             | rs:x (v)         | 16e       | 134 punten: (14 - 12 - 21 - 11 - 19 - 16 - 19 - (27; OCS) - 15 - 7)                     |
| Anna Agrafioti                                 | laser radial (v) | 33e       | 257 punten: (28 - 29 - 30 - 32 - (34) - 34 - 15 - 34 - 23 - 32)                         |

### Zwemmen
Baanzwemmen
| Olympiër                                                                             | Onderdeel              | Resultaat | Prestatie                                              |
| ------------------------------------------------------------------------------------ | ---------------------- | --------- | ------------------------------------------------------ |
| Ioannis Kalargaris                                                                   | 50m vrije slag (m)     | 30e       | serie 8: 8ste in 22,80                                 |
| Kristian Golomeev                                                                    | 100m vrije slag (m)    | 31e       | serie 5: 6de in 50,08                                  |
| Aristeidis Grigoriadis                                                               | 100m rugslag (m)       | 14e       | serie 5: 6de in 54,52 halve finale 1: 6de in 54,20     |
| Panagiotis Samilidis                                                                 | 100m schoolslag (m)    | 22e       | serie 3: 2de in 1.01,20                                |
| Panagiotis Samilidis                                                                 | 200 m schoolslag (m)   | 27e       | serie 3: 8ste in 2.14,82                               |
| Stefanos Dimitriadis                                                                 | 100m vlinderslag (m)   | 39e       | serie 2: 8ste in 54,20                                 |
| Stefanos Dimitriadis                                                                 | 200m vlinderslag (m)   | 23e       | serie 4: 8ste in 1.58,79                               |
| Ioannis Drymonakos                                                                   | 200m vlinderslag (m)   | 15e       | serie 3: 6de in 1.56,97 halve finale 1: 7de in 1.58,05 |
| Andreas Vazaios                                                                      | 200m wisselslag (m)    | 26e       | serie 2: 6de in 2.01,23                                |
| Ioannis Drymonakos                                                                   | 400m wisselslag (m)    | 17e       | serie 4: 7de in 4.17,04                                |
| Spyridon Gianniotis                                                                  | 10km open water (m)    | 4e        | 1:05.05,03                                             |
|                                                                                      |                        |           |                                                        |
| Theodora Drakou                                                                      | 50m vrije slag (v)     | 16e       | serie 8: 4de in 25,13 halve finale 2: 8ste in 25,28    |
| Nery Mantey Niangkouara                                                              | 50m vrije slag (v)     | 21e       | serie 8: 6de in 25,40                                  |
| Nery Mantey Niangkouara                                                              | 100m vrije slag (v)    | 32e       | serie 5: 8ste in 56,63                                 |
| Kristel Vourna                                                                       | 100m vlinderslag (v)   | 12e       | serie 4: 6de in 58,74 halve finale 2: 7dein 58,31      |
| Theodora Drakou Theodora Giareni Martha Matsa Nery Mantey Niangkouara Kristel Vourna | 4x100 m vrije slag (v) | 16e       | serie 2: 8ste in 3.45,55                               |
| Marianna Lymperta                                                                    | 10km open water (v)    | 22e       | 2:04.26,5                                              |

## Trivia
- De hoogspringer en wereldkampioen indoor Dimítrios Chondrokoúkis werd uitgesloten voor deelname aan de Olympische Spelen, vanwege het gebruik van stanozolol.
- De hink-stap-springster Voula Papachristou werd uit de Griekse selectie gezet, vanwege laatdunkend commentaar op Twitter over Afrikaanse atleten in haar land.[1][2]

Afghanistan · Albanië · Algerije · Amerikaanse Maagdeneilanden · Amerikaans-Samoa · Andorra · Angola · Antigua en Barbuda · Argentinië · Armenië · Aruba · Australië · Azerbeidzjan · Bahama's · Bahrein · Bangladesh · Barbados · België · Belize · Benin · Bermuda · Bhutan · Bolivia · Bosnië en Herzegovina · Botswana · Brazilië · Britse Maagdeneilanden · Brunei · Bulgarije · Burkina Faso · Burundi · Cambodja · Canada · Centraal-Afrikaanse Republiek · Chili · China · Chinees Taipei · Colombia · Comoren · Congo-Brazzaville · Congo-Kinshasa · Cookeilanden · Costa Rica · Cuba · Cyprus · Denemarken · Djibouti · Dominica · Dominicaanse Republiek · Duitsland · Ecuador · Egypte · El Salvador · Equatoriaal-Guinea · Eritrea · Estland · Ethiopië · Fiji · Filipijnen · Finland · Frankrijk · Gabon · Gambia · Georgië · Ghana · Grenada · Griekenland · Groot-Brittannië · Guam · Guatemala · Guinee · Guinee‑Bissau · Guyana · Haïti · Honduras · Hongarije · Hongkong · Ierland · IJsland · India · Indonesië · Irak · Iran · Israël · Italië · Ivoorkust · Jamaica · Japan · Jemen · Jordanië · Kaaimaneilanden · Kaapverdië · Kameroen · Kazachstan · Kenia · Kirgizië · Kiribati · Koeweit · Kroatië · Laos · Lesotho · Letland · Libanon · Liberia · Libië · Liechtenstein · Litouwen · Luxemburg · Macedonië · Madagaskar · Malawi · Maldiven · Maleisië · Mali · Malta · Marshalleilanden · Marokko · Mauritanië · Mauritius · Mexico · Micronesië · Moldavië · Monaco · Mongolië · Montenegro · Mozambique · Myanmar · Namibië · Nauru · Nederland · Nepal · Nicaragua · Nieuw-Zeeland · Niger · Nigeria · Noord-Korea · Noorwegen · Oeganda · Oekraïne · Oezbekistan · Oman · Oostenrijk · Oost-Timor · Pakistan · Palau · Palestina · Panama · Papoea-Nieuw-Guinea · Paraguay · Peru · Polen · Portugal · Puerto Rico · Qatar · Roemenië · Rusland · Rwanda · Saint Kitts en Nevis · Saint Lucia · Saint Vincent en Grenadines · Salomonseilanden · Samoa · San Marino · Sao Tomé en Principe · Saoedi-Arabië · Senegal · Servië · Seychellen · Sierra Leone · Singapore · Slovenië · Slowakije · Soedan · Somalië · Spanje · Sri Lanka · Suriname · Swaziland · Syrië · Tadzjikistan · Tanzania · Thailand · Togo · Tonga · Trinidad en Tobago · Tsjaad · Tsjechië · Tunesië · Turkije · Turkmenistan · Tuvalu · Uruguay · Vanuatu · Venezuela · Verenigde Arabische Emiraten · Verenigde Staten · Vietnam · Wit-Rusland · Zambia · Zimbabwe · Zuid-Afrika · Zuid-Korea · Zweden · Zwitserland · Onafhankelijke atleten